# Sormitz
Die Sormitz ist ein 29,2 Kilometer langer Nebenfluss der Loquitz in Thüringen.

## Name
Die Herkunft des Namens Sormitz ist nicht mehr sicher zu klären. Vermutet wird die Herkunft vom slawischen Sb'rbica bzw. Sb'rbici. Der Name würde in diesem Fall Sorbenbach bedeuten.

## Geographie

### Verlauf
Der Lauf der Sormitz beginnt am Zusammenfluss von Langwasser und Oßlabach im Park von Wurzbach. Kurz darauf erreichen die B 90 und die Bahnstrecke Hockeroda–Unterlemnitz von Saalfeld nach Bad Lobenstein das Tal. Sie begleiten die Sormitz bis zu ihrer Mündung. Die Sormitz windet sich nun nach Nordwesten durch ein enges, tiefes, klammartiges Tal. Wegen dessen Enge gibt es keine größeren Orte, sondern nur einzelne Mühlen in diesem Talabschnitt. Zu beiden Seiten des Flusses sind noch stillgelegte Schiefersteinbrüche zu erkennen. Nach etwa 16 Kilometern erreicht die Sormitz das Landstädtchen Leutenberg, wo sich das Tal etwas weitet. Vier Kilometer unterhalb von Leutenberg mündet sie in Hockeroda von rechts in die Loquitz, einen Nebenfluss der Saale.

### Zuflüsse
Direkte Zuflüsse vom Ursprung zur Mündung. Auswahl.
- Langwasser, rechter Oberlauf
- Oßlabach, linker Oberlauf
- Lindenbach, von links vor Klettigshammer
- Otterbach oder Lutzbach, von rechts bei Klettigsmühle
- Reifbach, von rechts bei Zschachenmühle
- Sormbach, von links nach Neumühle
- Porsitzbach, von rechts bei Grubersmühle
- Gombach, von links bei Grubersmühle
- Kleine Sormitz, von links bei Lichtentanner Bahnhof
- Kandelbach, von links bei Grünau
- Schafbach, von links
- Hirschbach, von links
- Rodabach, von links
- Wilschnitz, von rechts
- Schmiedebach, von links
- Ilmbach, von rechts in Leutenberg
- Kiesbach, von links in Leutenberg
- Pfaffengraben, von rechts vor Hockeroda

### Tourismus
Entlang der Sormitz führt von Wurzbach nach Hockeroda ein Wanderweg. Er ist mit einem grünen Schrägbalken auf weißem Grund markiert und circa 25 km lang. Ab Leutenberg gibt es zwei Varianten des Weges: 
Die erste folgt im Talgrund dem Bach und der Eisenbahnlinie. Die zweite offizielle und markierte Variante verläuft weiter oben am Nordhang des Sormitztales bis kurz vor Hockeroda.